# Thyene concinna
Thyene concinna es una especie de araña saltarina del género Thyene, familia Salticidae. Fue descrita científicamente por Keyserling en 1881.
Habita en Australia (Queensland).